# Baie des Veys
 (août 2021).
La baie des Veys (du nom des anciens passages à gué : le Grand Vey et le Petit Vey), située à la limite du Cotentin et du Bessin, est un large estuaire où se jettent les quatre fleuves qui irriguent le parc naturel régional des marais du Cotentin et du Bessin : la Douve et la Taute, près de Carentan, la Vire et l'Aure à Isigny-sur-Mer.

## Toponymie
Les Veys représente le pluriel du mot vey (anciennement wei, vei) « gué », forme dialectale normande correspondant au français gué, d'où le sens global de « les gués ».
Ce mot est issu (comme gué, cf. le traitement phonétique w- > g- en français central) du vieux bas francique *wad̄ « endroit guéable » restitué d'après le vieux haut allemand wat « id. » et le moyen néerlandais wat « id. ». Il correspond au latin vadum (d'où sont issus le roumain vad, le portugais vau et l'espagnol vado). En normand, il a dû être renforcé par l'ancien norrois vað de même sens, comme en témoigne par exemple le toponyme Esteinvei (1320), ancien lieu-dit de Fresville (Manche), précédé du vieux norrois steinn « pierre », d'où le sens global de « gué de la pierre ». On trouve également d'autres composés comme Hémévez (Manche, Haimevez vers 1180) « le gué du Ham » ; Vehebert (1175), Weherbert (XIIIe siècle) aujourd'hui Guéhébert (Manche).

## Présentation
Elle marque la limite entre le Cotentin et le Bessin. 
De faible profondeur, à marée haute, les bateaux doivent suivre soigneusement deux chenaux balisés qui mènent l'un à Carentan, l'autre à Isigny-sur-Mer. Ces deux ports virent, dans les années 1960, s'éteindre un cabotage voué au transport de marchandises : importation de bois du Nord et exportation de beurre.
À marée basse, c'est un désert de sable de 7 km2.

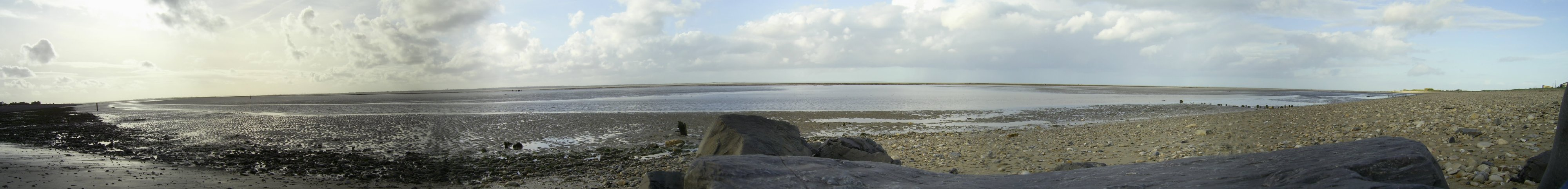
La baie des Veys à l'embouchure de la Taute.

Avant les aménagements et la poldérisation du XIXe siècle, les Veys se distinguaient entre le « Grand Vey » et le « Petit Vey ».
Le grand Vey forme la plus grande partie septentrionale de l'estuaire entre les côtes de Sainte-Marie-du-Mont, Brévands et de Géfosse-Fontenay. Ce gué comporte à marée basse un grand nombre de bancs de sable ainsi que le tracé de la voie romaine allant d'Alauna (Valognes) à Augustodurum (Bayeux), sur huit kilomètres. On passait quatre gués principaux (en fait plusieurs bras des mêmes fleuves, la Taute et la Vire), d'ouest en est, visibles sur la carte de Cassini :
- le gué de Carentan ;
- le gué de Brévands ;
- le gué de Vire ;
- le gué d'Isigny [5].

Les bancs principaux étaient (du nord au sud), :
- le banc du Nord ;
- les Rouelles ;
- le banc de Fer ;
- le banc Ferraillon ;
- le banc de l'Islette ;
- le banc de la Madeleine ;
- le banc du Camp.

Le petit Vey n'est que l'embouchure de la Vire, se jetant dans le grand Vey. Une chaussée ancienne le traversait également entre Isigny-sur-Mer et Carentan.

## Patrimoine naturel
Le site est en zone naturelle d'intérêt écologique, faunistique et floristique de type I, sous le no 250006494 .
La baie des Veys a été désignée site Ramsar le 8 avril 1991.

## Activités
La baie des Veys est le bassin de culture des huîtres d'Isigny et d'Utah Beach (10 000 tonnes par an pour 30 000 tonnes d'huîtres normandes).
On y pratique, non seulement la pêche à pied des coques, à titre amateur ou professionnel, mais aussi la chasse au gibier d'eau sur le rivage ou au gabion.

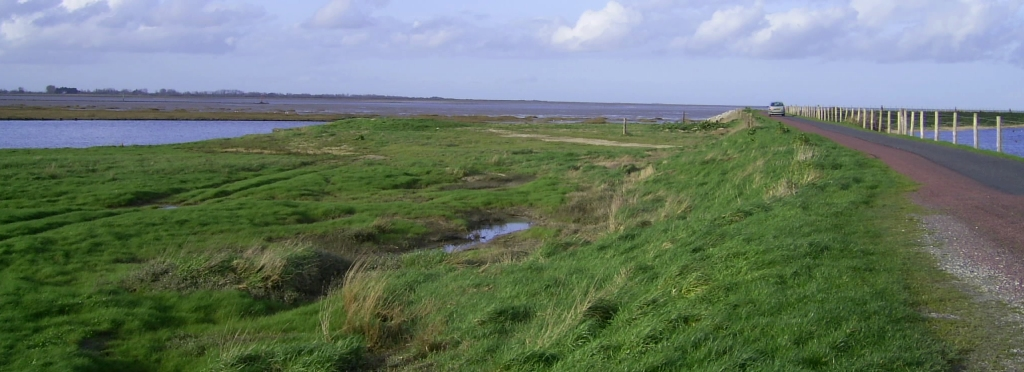
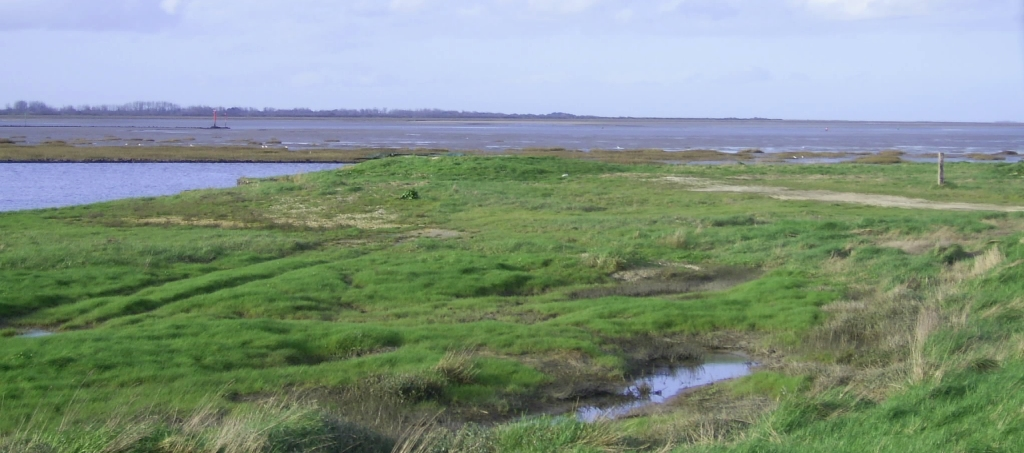

## Histoire
En 1046, le jeune duc Guillaume de Normandie, âgé de dix-huit ans, échappe à une tentative d'assassinat à Valognes, commanditée par plusieurs seigneurs du Cotentin. Il s'échappe en « passant de nuit avec grande peur et grande contrariété les gués de Vire [le Grand et le Petit Vey] » raconte Wace. Cette fuite du futur Conquérant à travers la baie, relatée par les chroniqueurs qui servent la propagande normande en usant de l'art rhétorique de l'amplification, comme une chevauchée seul et sans escorte, forge en partie le mythe de Guillaume, jeune homme courageux, bâtard et solitaire.
C'est soit au gué Saint-Clément dans la baie des Veys ou à Angoville-au-Plain au lieu-dit Pont-Perrat ou à La Feuillie, que Geoffroy d'Harcourt dit le « boîteux », allié puis rival des rois de France et d'Angleterre pendant la guerre de Cent Ans, qu'en 1356, encerclé par le roi de France, Jean Le Bon, il se battit jusqu'à la mort.

## Réchauffement climatique
La région autour de la baie des Veys est tout particulièrement menacée par la montée des eaux liée au réchauffement climatique.